# Genengadal
Genengadal is een bestuurslaag in het regentschap Grobogan van de provincie Midden-Java, Indonesië. Genengadal telt 5970 inwoners (volkstelling 2010).